# Komariw (obwód czerniowiecki)
Komariw (ukr. Комарів, pol. hist. Komarów) – wieś na Ukrainie, w obwodzie czerniowieckim, w rejonie kelmienieckim.